# Cristian Silvășan
Cristian Radu Silvășan (n. 25 februarie 1982) este un jucător român de fotbal. Evoluează pe postul de atacant, dar poate juca și pe poziția de mijlocaș dreapta. Și-a început cariera la FC Timișoara, după care a făcut un du-te-vino între București și Craiova (a jucat la Fulgerul Bragadiru - Electroputere Craiova - Rocar București - Universitatea Craiova), înaitne de a reveni la FCU Politehnica Timișoara. În primele două sezoane a avut prestații notabile, marcând 13 goluri în 56 de meciuri, dar apoi a ieșit din echipa de start, în următoarele două sezoane reușind doar patru goluri și petrecând mai mult timp pe banca de rezerve decât pe teren. În ianuarie 2007 și-a reziliat contractul cu timișorenii și în următoarele patru sezoane a jucat la tot atâtea echipe, Politehnica Iași, U Cluj, Gloria Bistrița și Gaz Metan Mediaș. Apoi a jucat câte un sezon la Gloria Bistrița și UTA Arad, iar după aceea a mai fost legitimat 2 sezoane la Farul, în ultimul dintre ele (2014-2015) nejucând nici un meci. În 2015 s-a retras.